# Joseph Grandgagnage

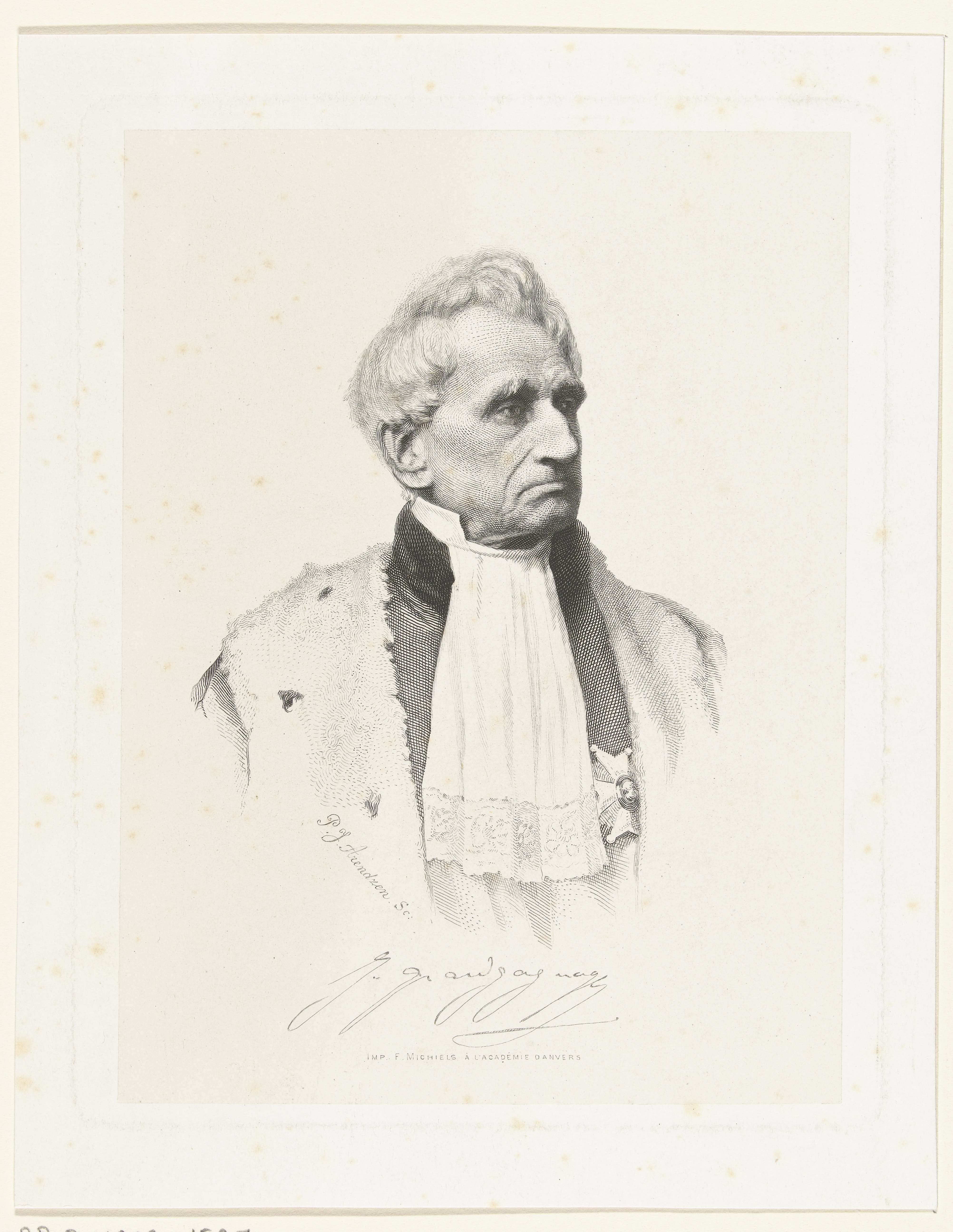
Joseph Grandgagnage (artist: Petrus Johannes Arendzen, cirka 1856 - 1877)

François-Charles-Joseph Grandgagnage, född den 20 juni 1797 i Namur, död den 19 februari 1877 i Embourg, var en belgisk ämbetsman och författare. 
Grandgagnage, som var president i appellationsdomstolen i Liège, författade De l'influence de la législation civile française sur celle des Pays-Bas pendant le XVI:e et le XVII:e siècle (1831), vilken avhandling prisbelöntes av Belgiens kungliga akademi och beredde författaren en plats i densamma, Voyages et aventures de M. Alfred Nicolas au royaume de Belgique, par Justin N*** (1835; en spirituell kritik av den romantiska skolan), Du duel et de sa répression (1836), Le congrès de Spa ou nouveaux voyages (1858–72) och Coutumes de Namur et coutume de Philippeville (1869–70).